# Allodynerus delphinalis
Allodynerus delphinalis é uma espécie de insetos himenópteros, mais especificamente de vespas pertencente à família Vespidae.
A autoridade científica da espécie é Giraud, tendo sido descrita no ano de 1866.
Trata-se de uma espécie presente no território português.